# Proença-a-Nova
Proença-a-Nova és un municipi portuguès al districte de Castelo Branco, a la regió del Centre i a la subregió de Pinhal Interior Sul. L'any 2006 tenia 9.065 habitants. Limita al nord amb Oleiros, al nord-est amb Castelo Branco, a l'est amb Vila Velha de Ródão, al sud-oest amb Mação i al nord-oest amb Sertã. L'alcalde és João Paulo Catarino del Partit Socialista. La festa local és el 13 de juny.

## Població
| Població del concelho de Proença-a-Nova (1801 – 2004) | Població del concelho de Proença-a-Nova (1801 – 2004) | Població del concelho de Proença-a-Nova (1801 – 2004) | Població del concelho de Proença-a-Nova (1801 – 2004) | Població del concelho de Proença-a-Nova (1801 – 2004) | Població del concelho de Proença-a-Nova (1801 – 2004) | Població del concelho de Proença-a-Nova (1801 – 2004) | Població del concelho de Proença-a-Nova (1801 – 2004) | Població del concelho de Proença-a-Nova (1801 – 2004) |
| ----------------------------------------------------- | ----------------------------------------------------- | ----------------------------------------------------- | ----------------------------------------------------- | ----------------------------------------------------- | ----------------------------------------------------- | ----------------------------------------------------- | ----------------------------------------------------- | ----------------------------------------------------- |
| 1801                                                  | 1849                                                  | 1900                                                  | 1930                                                  | 1960                                                  | 1981                                                  | 1991                                                  | 2001                                                  | 2004                                                  |
| 3021                                                  | 4187                                                  | 11451                                                 | 14973                                                 | 17552                                                 | 11953                                                 | 11088                                                 | 9610                                                  | 9267                                                  |

## Freguesies
- Alvito da Beira
- Montes da Senhora
- Peral
- Proença-a-Nova
- São Pedro do Esteval
- Sobreira Formosa